# 马玉涛

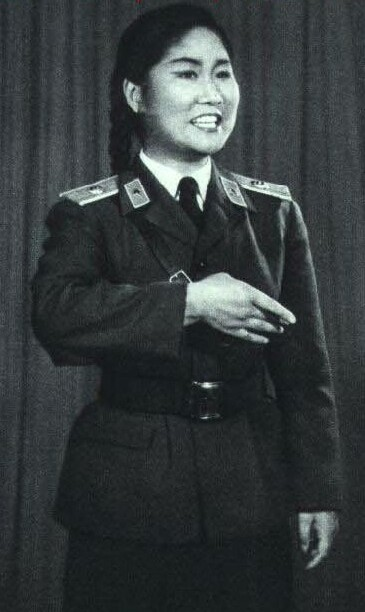
1964年的马玉涛

马玉涛（1936年2月—），女，山西保德人，中华人民共和国女高音歌唱家，一级演员，中国人民解放军一级文职干部。

## 生平
1936年2月，马玉涛出生于山西省保德县。自幼受河曲民歌以及二人台音乐的熏陶。1950年参加中国人民解放军，随后进入绥远军区文工团任演员。不久调到华北军区政治部文工团合唱队学习声乐。1955年调入北京军区战友文工团任独唱演员。1956年加入中国共产党。此后历任该团合唱队教导员、北京军区战友歌舞团副团长。后来成为北京军区战友歌舞团一级演员，并任北京军区战友歌舞团艺术指导。
1950年代后期，马玉涛三次到上海声乐研究所进修。师从林俊卿，并曾向沈湘、郭淑珍、王福增以及王昆、贾桂兰、常香玉等人学习声乐、民歌和戏曲。还曾向丑金刚、李桂枝学过河北梆子。
1957年，马玉涛参加在苏联举行的第六届世界青年节，获声乐比赛的金质奖。同年赴法国巴黎参加大学生联欢会的演出。1959年，随南京军区歌舞团赴奥地利维也纳参加第九届世界青年节的联欢演出。此后先后随周恩来等领导赴印度尼西亚、阿尔巴尼亚、伊朗、科威特、柬埔寨、越南、日本、保加利亚、罗马尼亚、匈牙利等国访问演出。1999年，马玉涛与其他艺术家组成“华人音乐小组”赴美国、澳大利亚演出。
马玉涛曾连续获全军一至四届文艺会演独唱比赛一等奖。在中华人民共和国文化部举办的全国独唱独奏会演中获一等奖。还曾获得广播金曲奖。马玉涛演唱的歌剧《小二黑结婚》选曲、歌剧《刘胡兰》选曲，演唱《马儿啊，你慢些走》 、《献给敬爱的周总理》 ，分获1964年、1977年第三、第四届中国人民解放军文艺汇演演员奖。在八一电影制片厂1976年2月摄制的彩色音乐片《红军不怕远征难——长征组歌》中，马玉涛、贾世骏、马国光和王克正担任独唱。马玉涛除参加本团的演出外，还经常到前线、边防、救灾一线参加慰问演出，参加过“五个一工程”及“心连心艺术团“系列演出。曾出任全国青年歌手电视大奖赛评委、中国音乐最高奖“金钟奖”的评委。她是中国文联第四届委员。
马玉涛是第四届全国人大代表，第八、九届全国政协委员。

## 作品
马玉涛的音色宽厚、圆润、明亮，气息充足绵长，歌声宏大深厚、刚健豪放，直抒胸怀。马玉涛在演唱歌曲《马儿啊，你慢些走》时，细致处理了各部分在风格、速度、情绪上的差别，突出对比，并糅合了戏曲唱腔的叙事风格，使这首歌曲成为她最著名的代表作。
马玉涛演唱的歌曲代表作有：
- 《马儿啊，你慢些走》
- 《见了你们格外亲》
- 《老房东》
- 《众手浇开幸福花》
- 《献给敬爱的周总理》